# Országos Rádió és Televízió Testület
Az Országos Rádió és Televízió Testület (ORTT) az Országgyűlés által létrehozott magyarországi állami szervezet volt 1996–2010 között. 2010-ben a Nemzeti Hírközlési Hatóságot és az ORTT-t összevonták és létrejött a Nemzeti Média- és Hírközlési Hatóság (NMHH).

## Története

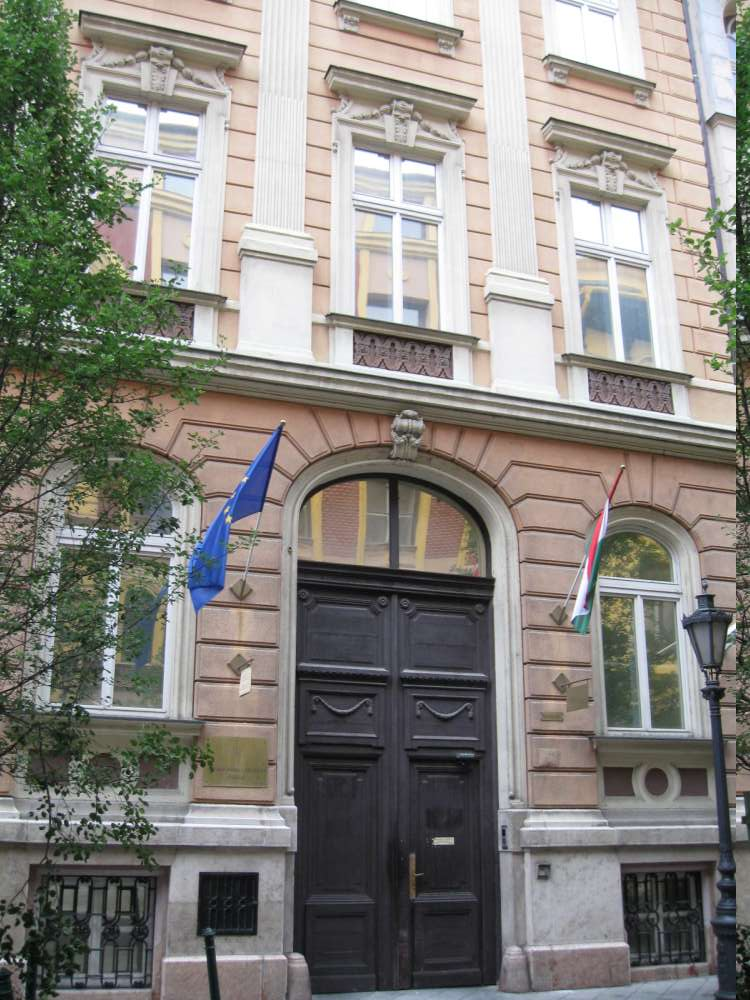
Az ORTT egykori épülete Budapest, VIII. kerület, Reviczky u. 5. alatt

Az elektronikus média működését Magyarországon az Országgyűlés által 1995. december 21-én elfogadott és 1996-ban hatályba lépett első első médiatörvény szabályozta. Ez a jogszabály, ami hatpárti megállapodáson alapuló jogszabály volt, megváltoztatta az addig érvényben lévő magyarországi elektronikus média struktúráját. A műsorszolgáltatás alapvető elveit és szabályait meghatározta és ezen belül megállapította a műsorszolgáltatási jogosultság megszerzésének eljárási szabályait, továbbá meghatározta a közszolgálati műsorszolgáltatók szervezeti rendjét is. Lehetőséget teremtett arra, hogy a közszolgálati műsorszolgáltatók egymás mellett, egymást kiegészítve működjenek. Így az Magyar Televízió (MTV), a Magyar Rádió (MR), a Duna Televízió, valamint a magánmédiumok, amelyek részben közszolgálati feladatokat is teljesítenek. Továbbá a kereskedelmi televíziók, rádiók és a kábeltársaságok.
Az Országgyűlés a rádiózásról és televíziózásról szóló 1996. évi I. törvénnyel hozta létre az Országos Rádió és Televízió Testületet, amely a szólásszabadságot, a műsorszolgáltatók piacra lépésének elősegítését, valamint azok függetlenségét hivatott biztosítani és védeni. Az ORTT felett az Országgyűlés gyakorol felügyeletet.
2007. június 27-én az Országos Rádió és Televízió Testület és a Magyar PR Szövetség (MPRSZ) együttműködési megállapodást írt alá. A megállapodás értelmében az MPRSZ által felállított tanácsadó testület a jövőben segítette az ORTT munkáját a Vállalati Társadalmi Felelősségvállalás kommunikációjának megítélésében.

### Elnökei
- 1996–2000: dr. Révész T. Mihály;
- 2000–2002: dr. Körmendy-Ékes Judit;
- 2003–2004: Hajdu István;
- 2004–2008: dr. Kovács György;
- 2008–2009: dr. Majtényi László

### Tagjai
| MSZP      | MSZP                                | SZDSZ     | SZDSZ       | Fidesz    | Fidesz              | MDF       | MDF            | KDNP      | KDNP            | FKGP      | FKGP           | MDNP      | MDNP              | MIÉP      | MIÉP           |
| --------- | ----------------------------------- | --------- | ----------- | --------- | ------------------- | --------- | -------------- | --------- | --------------- | --------- | -------------- | --------- | ----------------- | --------- | -------------- |
| 1996–2000 | Kardos Lajos                        | 1996–2010 | Tímár János | 1996–2000 | Körmendy-Ékes Judit | 1996–2009 | Wéber János    | 1996–1998 | Zelnik János    | 1996–2002 | Nahlik Gábor   | 1996–1998 | Debreczeni József | 1996–1998 | nincs delegált |
| 1996–2000 | Kardos Lajos                        | 1996–2010 | Tímár János | 1996–2000 | Körmendy-Ékes Judit | 1996–2009 | Wéber János    | 1998–2006 | nincs delegált  | 1996–2002 | Nahlik Gábor   | 1998–2010 | nincs delegált    | 1998–2002 | Bánlaki József |
| 2000–2009 | Ladvánszky György                   | 1996–2010 | Tímár János | 2000–2004 | Erdős Zsuzsanna     | 1996–2009 | Wéber János    | 1998–2006 | nincs delegált  | 1996–2002 | Nahlik Gábor   | 1998–2010 | nincs delegált    | 1998–2002 | Bánlaki József |
| 2000–2009 | Ladvánszky György                   | 1996–2010 | Tímár János | 2000–2004 | Erdős Zsuzsanna     | 1996–2009 | Wéber János    | 1998–2006 | nincs delegált  | 2002–2010 | nincs delegált | 1998–2010 | nincs delegált    | 2002–2010 | nincs delegált |
| 2000–2009 | Ladvánszky György                   | 1996–2010 | Tímár János | 2004–2010 | Szalai Annamária    | 1996–2009 | Wéber János    | 1998–2006 | nincs delegált  | 2002–2010 | nincs delegált | 1998–2010 | nincs delegált    | 2002–2010 | nincs delegált |
| 2000–2009 | Ladvánszky György                   | 1996–2010 | Tímár János | 2004–2010 | Szalai Annamária    | 1996–2009 | Wéber János    | 2006–2008 | Meszleny László | 2002–2010 | nincs delegált | 1998–2010 | nincs delegált    | 2002–2010 | nincs delegált |
| 2000–2009 | Ladvánszky György                   | 1996–2010 | Tímár János | 2004–2010 | Szalai Annamária    | 1996–2009 | Wéber János    | 2008–2010 | Tirts Tamás     | 2002–2010 | nincs delegált | 1998–2010 | nincs delegált    | 2002–2010 | nincs delegált |
| 2009–2010 | Ladvánszky György és Gyuricza Péter | 1996–2010 | Tímár János | 2004–2010 | Szalai Annamária    | 2009–2010 | nincs delegált | 2008–2010 | Tirts Tamás     | 2002–2010 | nincs delegált | 1998–2010 | nincs delegált    | 2002–2010 | nincs delegált |

## A szerv alaptevékenysége, feladat- és hatásköre
A szerv alaptevékenységét valamint feladat- és hatáskörét a médiatörvény határozta meg, a Testület és az ORTT Irodájának napi működését pedig az ORTT Ügyrendje szabályozta.

### Korábbi elérhetősége
ORSZÁGOS RÁDIÓ ÉS TELEVÍZIÓ TESTÜLET (ORTT)
- Cím: 1088 Budapest, Reviczky u. 5.
- Levélcím: 1461 Budapest, Pf. 59.
- Telefon: 429-8600, fax: 429-8700
- Honlap: https://web.archive.org/web/20101130192335/http://www.ortt.hu/ (megszűnt)